# 2040 Chalonge
2040 Chalonge eller 1974 HA är en asteroid i huvudbältet som upptäcktes den 19 april 1974 av den Schweiziska astronomen Paul Wild vid Observatorium Zimmerwald. Den har fått sitt namn efter den franske astronomen Daniel Chalonge.
Asteroiden har en diameter på ungefär 33 kilometer och den tillhör asteroidgruppen Meliboea.